# Swadhisthana
Swadhisthana je druga glavna čakra prema tradiciji joge i hinduizma. Zove se još sakralna čakra.

## Opis
Swadhisthana je smještena u području sakruma odnosno iznad spolnih organa, zove se još sakralna čakra i povezuje se sa spolnošću. Može se reći da se nalazi za "dva prsta" iznad Muladhare.
Ona je središte spolnosti i životne radosti. U prijevodu "Swadshisthana" znači "slatkoća", što u sanskrtu ukazuje na tjelesnu (putenu) radost.
Preko njenog utjecaja na spolne žlijezde - testise i ovarije ona može utjecati i na raspoloženje i osjećaje. 
Može se povezati s podsvjesnim, uspostavlja vezu s podsvjesnim, i s emocijama. Tako Swadhisthana navodno sadrži nesvjesne želje, pogotovo seksualne prirode. Iz tog razloga je kundalini energiju (energija svjesnosti) vrlo teško dići iznad čakre Swadhisthane
Glavne teme Swadhisthane su poput kreativnosti, spolnosti, stvaralačkom životnom energijom i putenosti.
Uravnotežen protok energije kroz Swadhisthana čakru važan je za zdrav odnos prema vlastitoj spolnosti, prihvaćanje sebe i potpuno razvijanje kreativnog potencijala. Samosvijest i želja za životom. Poremećaj u radu Swadhistana čakre može izazvati strahove, ljubomore, nagonsko djelovanje i ovisnosti, kao i do menstrualnih tegoba, impotencije, tegoba s bubrezima ili mjehurom bolovima u leđima i bokovima.

## Simbolizam
Swadhisthana čakra povezana je sa sljedećim elementima:
- Bogovi: Višnu i Rakini
- Element: voda
- Boja: narančasta
- Mantra: VAM
- Životinje: riba, krokodil
- Dijelovi tijela: spolni organi, tjelesne tekućine, krvotok
- Simbol: mladi mjesec

## Vježbe
U kundalini jogi za uspostavljanje ravnoteže i kontrole energije kroz Swadhisthanu koriste se vajroli mudra (kontrakcije genitalnih mišića), ashvini mudra (kontrakcije anusnih mišića) kao i različite asane i pranayame.

## Druge usporedbe
Zbog svoje povezanosti sa seksualnošću, Swadhisthana se često povezuje s testistima i ovarijima u tijelima muškarca i žene, kao dijelom endokrinog sustava koji proizvode hormone važne i za seksualno ponašanje. Oni su i "spremište" spolnih stanica koje u sebi nose genetičku informaciju.
Zapadni okultisti u kabali povezuju Swadhisthanu sa Sephirah Yesod. Yesod je također povezana sa spolnim organim. Zadatak u drvetu života je prikupiti različitu energiju iz donjeg djela, distribuirati ju u Malkuth, materijalni svijet, gdje će poprimiti fizički oblik.

## Alternativna imena
- Tantra: Adhishthana, Bhima, Shatpatra, Skaddala Padma, Swadhishthana, Wari Chakra
- Vede: Medhra, Swadhishthana

## Vanjske poveznice
- Swadhisthana čakra na adishakti.org